# Didymocarpus stenocarpus
Didymocarpus stenocarpus är en tvåhjärtbladig växtart som beskrevs av Wen Tsai Wang. Didymocarpus stenocarpus ingår i släktet Didymocarpus och familjen Gesneriaceae. Inga underarter finns listade i Catalogue of Life.